# エルケトゥ
エルケトゥ Erketuは、モンゴルの前期白亜紀（セノマニアンからサントニアン）の地層で発見された恐竜の属。非常に長い首を持つティタノサウルス形類の竜脚類であった。

## 説明
模式種エルケトゥ・エリソニ Erketu ellisoni は、自然史博物館の Ksepkaとノレルによって2006年3月に記載された。その首は胴体の2倍の長さと推定され、これは体に対する首の比率の最長記録である可能性がある。 E.ellisoniの胴椎は報告されていないので、正確な比率は不明であるが、後肢の要素によって胴体のおおよその大きさが示唆される。 エルケトゥの長い首は、個々の椎骨が大きく伸びた結果である。頚椎の数が増加していたかどうかは不明である。頚椎前部の神経棘が分岐しており、それは別のユニークなティタノサウルス類の特徴でもある。竜脚類の系統発生解析では、基盤的なティタノサウルス類であり、ティタノサウリアに最も近縁であることが示唆されている。
属名はモンゴルの創造神テングリの別名、エルケツに因んでいる。種小名はアメリカ自然史博物館の古生物アーティストでノレルの親友でもある、グレッグ・エリソンへの献名である。